# 李永泰
李永泰（1928年11月4日—2015年10月5日），男，朝鲜族，中国人民解放军中将，原中国人民解放军空军副司令员，中国共产党第十次、第十二次代表大会代表，第五、第七、第八、第九届全国人民代表大会代表，第八、九届全国人大常务委员会委员:97。

## 生平

### 出身
李永泰1928年11月4日出生于吉林省通化市的一个贫苦农民家庭。他的父亲因帮助抗日游击队保管武器，遭到日本警察毒打，成了终身残疾。李永泰上小学三年级的时候，家里发生了一场火灾，仅有的一点家产也全部被化为灰烬。他因此不得不辍学。为了糊口，他通过别人介绍在伪满通化医院做杂工，当时他年仅15岁。在通化医院，李永泰每天清晨都要早起打扫卫生，接着就为护士、医生跑腿，每天忙得不可开交，直到深夜。到了晚上，他累得连衣服都来不及脱下，就困倒在床上睡着了。但即使在晚上入睡后，他也还会被日本医生叫去干活，并经常遭到打骂。:98-99

### 早年经历
1945年日本投降后，李永泰所在的医院被八路军接管。同年10月，他参加了中国共产党领导的东北民主联军。由于他有医院工作经验，并会汉语、朝鲜语和日语，不久就被调到辽东军区卫生部当上士。后来，他在辽东军区第一兵站医院当会计。之后，他又被调回到辽东军区卫生部，负责从朝鲜新义州、平壤和元山等地购买药品。1946年10月，李永泰在东北战场处于最激烈、最艰苦的时候加入了中国共产党。:99-100
1949年9月，李永泰在中国人民解放军第四野战医院当会计时，正逢解放军招募飞行员，他非常感兴趣，就报了名，并被录取到空军长春飞行学院学习。由于他文化水平低，入学后他在理论课学习方面遇到了很大的困难。但他每天都早起、晚睡刻苦读书，最终以优异的成绩毕业，并荣获一等功，成为中华人民共和国成立后的首批飞行员。由于朝鲜战争迫切需要飞行员，当时的航空学校被要求最大限度地缩短训练时间，原计划100小时的飞行员飞行时间被压缩成62小时。他是以世界航空史上罕见的速度学会飞行技术的。毕业后，他很快从初级飞行员普升为中级飞行员，并被分配到空军第四师十二团一大队。:100-101

### 朝鲜战争时期
1950年11月，空军第四师奉命准备参加朝鲜战争，接受苏联米格-15型战斗机进行了突击性训练。李永泰当时担任一大队的队长，他与队员们只用一个来月的时间就掌握了米格-15型战斗机的驾驶技术:100-101。同年12月21日，空军四师十团二十八大队首批飞往前线投入战斗。当时中国飞行员的平均飞行时间仅有200多个小时，喷气式战机的飞行时间只有20个小时，而且没有任何实战经验。参加朝鲜战争的美国飞行员大都参加过第二次世界大战，平均飞行时间在1000小时以上，自称是“世界王牌”。但在1951年1月21日的志愿军空军首次战斗中，空军第四师在朝鲜清川江上空成功击落和击伤美军F-84战斗机各一架:103。
1951年9月25日，李永泰所率领的一大队6架战斗机首次接到命令投入战斗。当时一大队被30架美军战斗机包围，其中8架将李永泰的主机团团围住。见势不妙，李永泰沉着冷战地带领机队与美军展开了周旋。他下令机队突然提升高度，打乱美军的队形，并趁机掩护队友一一逃离险情。为了掩护队友，他冒着生命危险使出演习中练出来的各种本来与美军飞机周旋，一会儿高空飞行，一会儿低空飞行，时而侧身飞行，时而从机尾放出烟雾使敌机迷失方向。敌机对李永泰进行了疯狂的扫射，他的战机机身、机尾、机翼多处中弹。他原本有机会对准敌机发射炮弹，但飞机的发射系统已坏，无论他怎么使劲按发射按钮，炮弹也发射不出去。这时他的飞机尾部再次中弹，冒起滚滚黑烟，机身也开始晃动。他原本可以弃机跳伞保全生命。但他珍惜战机胜过自己的生命，下决心要把飞机飞回基地。他反反复复地与敌军展开了捉迷藏，最终成功突围。由于飞机受损严重，操作系统失灵，他的飞机在脱离跑道100米后才停下来。经检查，李永泰的飞机遍体鳞伤，机身、机翼、发动机、尾翼、油箱、机轮等部位被30多发子弹击中，有56处受伤。大家对他能驾驶这样的飞机返回基地都赞叹不已：“这哪里是飞机？是坦克！”从这以后，李永泰就被人们誉为“空中坦克”。:102-107
1952年2月5日，李永泰在奉命掩护十团出征打击入侵平安北道铁山地区的敌军时，与美军飞机交锋，首次击落美军战机:108-110。1952年夏，李永泰率队经过一场空战返回基地飞经新安州上空时，发现两架敌军轰炸机正在对我军撤退部队疯狂扫射。他立即带着战友追击过去。敌机见势不妙立即停止扫射，扔下炸弹减负后，向黄海方向逃窜。李永泰紧追不舍，瞄准射击。最终敌机喷着浓烟和火焰坠入黄海:110。1953年5月13日至7月27日，中国人民志愿军在朝鲜军民的协助下发起了声势浩大的“夏季攻势”。李永泰在此期间击落了3架美军飞机。他分别于5月26日在鸭绿江附近和6月19日在铁山上空各击落一架美军飞机。7月16日，美军出动混合机群企图轰炸清川江大桥和宣川、云山、介川等地的交通干道。中朝空军联合派出36架飞机在铁山上空与美军交战。李永泰在此期间成功击落美军2号飞机:110-111。
朝鲜战争期间，李永泰荣立一等功、二等功、三等功各一次。他在参加中南军区英模大会时，被授予二级英模称号。他还被朝鲜民主主义人民共和国授予二级解放独立勋章、三级国旗勋章、军功章等多种奖励。:112

### 军队正规化建设时期
朝鲜战争结束后，李永泰历任中国人民解放军空军航空兵团长、副师长、师长。1959年10月1日，中华人民共和国为纪念建国10周年，举行了首次阅兵式。李永泰指挥和训练的空军出动了25架米格-19型歼击机，在空中列成阅兵队，飞过天安门广场:112。1975年7月，李永泰在邓小平主持中央军委工作时被破格任命为武汉部队空军司令员。他同领导班子紧密合作，使深受文化大革命破坏的军队，在革命化、现代化、正规化建设方面走上新的轨道:113。
1982年11月，李永泰被普升为中国人民解放军空军副司令员，并被授予中将军衔:113。1984年，在纪念中华人民共和国成立35周年的第二次阅兵式上，李永泰担任了空军阅兵式队伍领导小组组长。阅兵队在天气不好，能见度差的情况下顺利完成了任务:113。李永泰每年拿出两三个月的时间到边防部队检查工作。1986年7月29日，58岁的他去了青藏高原与守卫在那里的雷达官兵共同庆祝了八一建军节。当时他发现部队没有彩电，就在5天后为部队从北京送来了一台14寸彩电:114。中共十一届三中全会以后，中国的国家工作重点转向经济建设。李永泰也在航空领域支持国家经济建设。他在1986年协助国家有关部门建立了中国联合航空公司，为中国民间航空发展做出了贡献:114。
1987年5月，大兴安岭发生特大火灾。李永泰负责指挥空军灭火战斗。他与时任国务院总理李鹏亲自奔赴火灾现场视察。在此次灭火战斗中，空军出动了700余架次，将190余吨救灾物资和2343箱风力灭火器空投到灾区。空军成功实施人工降雨12次，覆盖面积达2万余公里。此次空军灭火受到了中央军委的奖励和国务院领导的表扬。:114

### 引退之后
1993年12月，李永泰从中国人民解放军空军副司令员的职位引退下来后，先后当选第八全国人民代表大会常务委员会委员。1998年3月，第九届全国人大第一次会议上，他当选全国人民代表大会常务委员会委员。他还先后就任中捷（捷克）联谊会主席、中马（马来西亚）联谊会主席、中韩联谊会委员、中华民族团结进步协会副会长等职务，完成对南斯拉夫、乌兹别克斯坦、韩国等40多个国家和地区的访问任务。除此之外，他还每天查阅许多文件和资料，并经常到基层调查研究，体验民情。:115-116
2015年10月5日，李永泰因病在北京逝世。